# Neocoelidia virgata
Neocoelidia virgata är en insektsart som beskrevs av Delong 1953. Neocoelidia virgata ingår i släktet Neocoelidia och familjen dvärgstritar. Inga underarter finns listade i Catalogue of Life.